# Narciarstwo dowolne na Zimowych Igrzyskach Olimpijskich 2014 – jazda po muldach mężczyzn
Jazda po muldach mężczyzn – jedna z konkurencji rozgrywanych w ramach narciarstwa dowolnego na Zimowych Igrzyskach Olimpijskich w Soczi. Zawodnicy rywalizować będą 10 lutego na trasie Rosa Mogul w ośrodku sportów ekstremalnych Ekstrim-park Roza Chutor, umiejscowionym w Krasnej Polanie.
Mistrzem olimpijskim został Kanadyjczyk Alexandre Bilodeau. Drugie miejsce zajął jego rodak – Mikaël Kingsbury. Na trzecim stopniu podium uplasował się Rosjanin Aleksandr Smyszlajew.

## Terminarz
| Data      | Konkurencja    | Godzina rozpoczęcia | Godzina rozpoczęcia |
| Data      | Konkurencja    | Czas CET            | Czas lokalny        |
| --------- | -------------- | ------------------- | ------------------- |
| 10 lutego | Kwalifikacje 1 | 15:00               | 18:00               |
| 10 lutego | Kwalifikacje 2 | 15:50               | 18:50               |
| 10 lutego | Finały         | 19:00               | 22:00               |

## Tło
| Data                                                                                     | Miejscowość                                                                              | Zwycięzca                                                                                | Drugi                                                                                    | Trzeci                                                                                   | Źródło                                                                                   |
| Wyniki jazdy po muldach podczas zawodów Pucharu Świata w narciarstwie dowolnym 2013/2014 | Wyniki jazdy po muldach podczas zawodów Pucharu Świata w narciarstwie dowolnym 2013/2014 | Wyniki jazdy po muldach podczas zawodów Pucharu Świata w narciarstwie dowolnym 2013/2014 | Wyniki jazdy po muldach podczas zawodów Pucharu Świata w narciarstwie dowolnym 2013/2014 | Wyniki jazdy po muldach podczas zawodów Pucharu Świata w narciarstwie dowolnym 2013/2014 | Wyniki jazdy po muldach podczas zawodów Pucharu Świata w narciarstwie dowolnym 2013/2014 |
| ---------------------------------------------------------------------------------------- | ---------------------------------------------------------------------------------------- | ---------------------------------------------------------------------------------------- | ---------------------------------------------------------------------------------------- | ---------------------------------------------------------------------------------------- | ---------------------------------------------------------------------------------------- |
| 14 grudnia                                                                               | Ruka                                                                                     | Mikaël Kingsbury                                                                         | Alexandre Bilodeau                                                                       | Shō Endō                                                                                 | [ 2 ]                                                                                    |
| 4 stycznia                                                                               | Calgary                                                                                  | Mikaël Kingsbury                                                                         | Alexandre Bilodeau                                                                       | Patrick Deneen                                                                           | [ 3 ]                                                                                    |
| 11 stycznia                                                                              | Deer Valley                                                                              | Alexandre Bilodeau                                                                       | Mikaël Kingsbury                                                                         | Aleksandr Smyszlajew                                                                     | [ 4 ]                                                                                    |
| 15 stycznia                                                                              | Lake Placid                                                                              | Alexandre Bilodeau                                                                       | Patrick Deneen                                                                           | Bradley Wilson                                                                           | [ 5 ]                                                                                    |
| 19 stycznia                                                                              | Val Saint-Côme                                                                           | Alexandre Bilodeau                                                                       | Mikaël Kingsbury                                                                         | Bradley Wilson                                                                           | [ 6 ]                                                                                    |
| Wyniki jazdy po muldach na Zimowych Igrzyskach Olimpijskich 2010                         |                                                                                          |                                                                                          |                                                                                          |                                                                                          |                                                                                          |
| 14 lutego                                                                                | Vancouver                                                                                | Alexandre Bilodeau                                                                       | Dale Begg-Smith                                                                          | Bryon Wilson                                                                             | [ 7 ]                                                                                    |
| Wyniki jazdy po muldach na mistrzostwach świata 2011                                     |                                                                                          |                                                                                          |                                                                                          |                                                                                          |                                                                                          |
| 2 lutego                                                                                 | Deer Valley                                                                              | Guilbaut Colas                                                                           | Alexandre Bilodeau                                                                       | Mikaël Kingsbury                                                                         | [ 8 ]                                                                                    |
| Wyniki jazdy po muldach na mistrzostwach świata 2013                                     |                                                                                          |                                                                                          |                                                                                          |                                                                                          |                                                                                          |
| 6 marca                                                                                  | Voss                                                                                     | Mikaël Kingsbury                                                                         | Alexandre Bilodeau                                                                       | Patrick Deneen                                                                           | [ 9 ]                                                                                    |

## Wyniki

### Kwalifikacje

#### 1. runda kwalifikacyjna
10 zawodników którzy uzyskali najlepszy rezultat zakwalifikują się do finału. Natomiast pozostali zawodnicy o występ w finale będą walczyli w 2. rundzie kwalifikacyjnej, w której przepustkę do finału uzyska 10 najlepszych zawodników.
| Miejsce | Nr | Zawodnik             | Reprezentacja     | Czas  | Punkty | Punkty | Punkty | Łącznie | Uwagi |
| Miejsce | Nr | Zawodnik             | Reprezentacja     | Czas  | Skręty | Skoki  | Czas   | Łącznie | Uwagi |
| ------- | -- | -------------------- | ----------------- | ----- | ------ | ------ | ------ | ------- | ----- |
| 1.      | 1  | Alexandre Bilodeau   | Kanada            | 25,03 | 12,8   | 5,70   | 6,20   | 24,70   | QF    |
| 2.      | 2  | Mikaël Kingsbury     | Kanada            | 25,75 | 12.5   | 5,45   | 5,86   | 23,81   | QF    |
| 3.      | 5  | Aleksandr Smyszlajew | Rosja             | 25,07 | 12,5   | 4,84   | 6,18   | 23,52   | QF    |
| 4.      | 4  | Shō Endō             | Japonia           | 25,19 | 12,0   | 5,26   | 6,12   | 23,38   | QF    |
| 5.      | 7  | Marc-Antoine Gagnon  | Kanada            | 25,44 | 6,00   | 5,30   | 6,00   | 22,90   | QF    |
| 6.      | 12 | Philippe Marquis     | Kanada            | 25,65 | 11,2   | 5,32   | 5,91   | 22,43   | QF    |
| 7.      | 6  | Dmitrij Rejcherd     | Kazachstan        | 24,93 | 11,6   | 4,02   | 6,24   | 21,86   | QF    |
| 8.      | 6  | Bradley Wilson       | Stany Zjednoczone | 23,39 | 10,9   | 3,81   | 6,97   | 21,68   | QF    |
| 9.      | 28 | Brodie Summers       | Australia         | 25,73 | 10,8   | 4,89   | 5,87   | 21,56   | QF    |
| 10.     | 10 | Matt Graham          | Australia         | 24,36 | 10,2   | 4,82   | 6,51   | 21,53   | QF    |
| 11.     | 30 | Pawieł Kołmakow      | Kazachstan        | 25,73 | 11,0   | 4,53   | 5,87   | 21,40   |       |
| 12      | 38 | Aleksiej Pawlenko    | Rosja             | 24,88 | 10,2   | 4,31   | 6,27   | 20,78   |       |
| 13.     | 16 | Nobuyuki Nishi       | Japonia           | 24,98 | 10,6   | 3,85   | 6,22   | 20,67   |       |
| 14.     | 35 | Giacomo Matiz        | Włochy            | 26,48 | 10,7   | 4,40   | 5,51   | 20,61   |       |
| 15.     | 25 | Choi Jae-woo         | Korea Południowa  | 24,61 | 9,0    | 5,16   | 6,40   | 20,56   |       |
| 16.     | 34 | Ludvig Fjallström    | Szwecja           | 26,33 | 10,2   | 4,60   | 5,58   | 20,38   |       |
| 17.     | 32 | Per Spett            | Szwecja           | 25,05 | 9,0    | 5,05   | 6,19   | 20,24   |       |
| 18.     | 37 | Andriej Wołkow       | Rosja             | 25,58 | 10,2   | 3,90   | 5,94   | 20,04   |       |
| 19.     | 11 | Dale Begg-Smith      | Australia         | 25,06 | 9,7    | 3,86   | 6,18   | 19,74   |       |
| 20.     | 27 | Jimi Salonen         | Finlandia         | 24,53 | 8,9    | 4,31   | 6,43   | 19,64   |       |
| 21.     | 36 | Sam Hall             | Australia         | 24,52 | 8,7    | 3,65   | 6,44   | 18,79   |       |
| 22.     | 21 | Anthony Benna        | Francja           | 24,14 | 8,8    | 3,05   | 6,61   | 18,46   |       |
| 23.     | 24 | Jussi Penttala       | Finlandia         | 24,86 | 7,5    | 4,21   | 6,28   | 17,99   |       |
| 24.     | 26 | Siergiej Wołkow      | Rosja             | 27,64 | 3,6    | 2,20   | 4,97   | 10,77   |       |
| 25.     | 3  | Patrick Deneen       | Stany Zjednoczone | 23,64 | 1,1    | 2,46   | 6,85   | 10,36   |       |
| 26.     | 29 | Arttu Kiramo         | Finlandia         | 27,18 | 1,2    | 2,71   | 5,18   | 9,09    |       |
| 27.     | 19 | Ville Miettunen      | Finlandia         | DNF   | DNF    | DNF    | DNF    | DNF     | DNF   |
| 28.     | 33 | Benjamin Cavet       | Francja           | DNF   | DNF    | DNF    | DNF    | DNF     | DNF   |
| 29.     | 31 | Dmitrij Barmaszew    | Kazachstan        | DNF   | DNF    | DNF    | DNF    | DNF     | DNF   |

#### 2. runda kwalifikacyjna
Do finału awansuje 10 najlepszych zawodników.
| Miejsce | Nr | Zawodnik          | Reprezentacja     | Czas  | Punkty | Punkty | Punkty | Łącznie | Uwagi |
| Miejsce | Nr | Zawodnik          | Reprezentacja     | Czas  | Skręty | Skoki  | Czas   | Łącznie | Uwagi |
| ------- | -- | ----------------- | ----------------- | ----- | ------ | ------ | ------ | ------- | ----- |
| 1.      | 3  | Patrick Deneen    | Stany Zjednoczone | 24,71 | 11,5   | 4,53   | 6,35   | 22,38   | QF    |
| 2.      | 25 | Choi Jae-woo      | Korea Południowa  | 26,08 | 10,9   | 5,30   | 5,70   | 21,90   | QF    |
| 3.      | 27 | Jimi Salonen      | Finlandia         | 25,26 | 10,9   | 4,86   | 6,09   | 21,85   | QF    |
| 4.      | 30 | Pawieł Kołmakow   | Kazachstan        | 25,75 | 11,5   | 4,34   | 5,86   | 21,70   | QF    |
| 5.      | 26 | Siergiej Wołkow   | Rosja             | 25,43 | 10,6   | 4,58   | 6,01   | 21,19   | QF    |
| 6.      | 38 | Aleksiej Pawlenko | Rosja             | 25,61 | 11,0   | 4,04   | 5,92   | 20,96   | QF    |
| 7.      | 34 | Ludvig Fjallström | Szwecja           | 25,44 | 9,9    | 4,60   | 6,00   | 20,50   | QF    |
| 8.      | 16 | Nobuyuki Nishi    | Japonia           | 25,96 | 11,0   | 3,65   | 5,76   | 20,41   | QF    |
| 9.      | 33 | Benjamin Cavet    | Francja           | 25,37 | 9,4    | 4,68   | 6,04   | 20,12   | QF    |
| 10.     | 32 | Per Spett         | Szwecja           | 25,81 | 9,4    | 4,88   | 5,83   | 20,11   | QF    |
| 11.     | 35 | Giacomo Matiz     | Włochy            | 26,64 | 9,7    | 3,96   | 5,44   | 19,10   |       |
| 12.     | 29 | Arttu Kiramo      | Finlandia         | 26,17 | 9,1    | 3,97   | 5,66   | 18,73   |       |
| 13.     | 21 | Anthony Benna     | Francja           | 24,24 | 6,7    | 3,65   | 6,57   | 16,92   |       |
| 14.     | 36 | Sam Hall          | Australia         | 27,54 | 3,4    | 3,09   | 5,01   | 11,50   |       |
| 15.     | 11 | Dale Begg-Smith   | Australia         | 28,39 | 2,3    | 2,74   | 4,61   | 9,65    |       |
| 16.     | 31 | Dmitrij Barmaszew | Kazachstan        | 32,87 | 0,3    | 2,41   | 2,50   | 5,21    |       |
|         | 24 | Jussi Penttala    | Finlandia         | DNF   | DNF    | DNF    | DNF    | DNF     | DNF   |
|         | 37 | Andriej Wołkow    | Rosja             | DNF   | DNF    | DNF    | DNF    | DNF     | DNF   |
|         | 19 | Ville Miettunen   | Finlandia         | DNS   | DNS    | DNS    | DNS    | DNS     | DNS   |

### Finały

#### Finał 1
| Miejsce | Nr | Zawodnik             | Reprezentacja     | Czas  | Punkty | Punkty | Punkty | Łącznie | Uwagi |
| Miejsce | Nr | Zawodnik             | Reprezentacja     | Czas  | Skręty | Skoki  | Czas   | Łącznie | Uwagi |
| ------- | -- | -------------------- | ----------------- | ----- | ------ | ------ | ------ | ------- | ----- |
| 1.      | 5  | Aleksandr Smyszlajew | Rosja             | 25,14 | 12,7   | 5,52   | 6,15   | 24,37   | QF2   |
| 2.      | 12 | Philippe Marquis     | Kanada            | 24,58 | 12,4   | 5,51   | 6,41   | 24,32   | QF2   |
| 3.      | 2  | Mikaël Kingsbury     | Kanada            | 26,32 | 12,4   | 6,32   | 5,59   | 24,31   | QF2   |
| 4.      | 7  | Marc-Antoine Gagnon  | Kanada            | 25,79 | 11,8   | 5,81   | 5,84   | 23,45   | QF2   |
| 5.      | 6  | Dmitrij Rejcherd     | Kazachstan        | 25,21 | 12,1   | 4,89   | 6,11   | 23,10   | QF2   |
| 6.      | 33 | Benjamin Cavet       | Francja           | 25,85 | 11,5   | 5,66   | 5,81   | 22,97   | QF2   |
| 7.      | 10 | Matt Graham          | Australia         | 24,85 | 11,4   | 4,81   | 6,28   | 22,49   | QF2   |
| 8.      | 1  | Alexandre Bilodeau   | Kanada            | 24,78 | 11,0   | 5,17   | 6,32   | 22,49   | QF2   |
| 9.      | 3  | Patrick Deneen       | Stany Zjednoczone | 24,67 | 11,6   | 4,30   | 6,37   | 22,27   | QF2   |
| 10.     | 25 | Choi Jae-woo         | Korea Południowa  | 25,27 | 10,6   | 5,43   | 6,08   | 22,11   | QF2   |
| 11.     | 30 | Pawieł Kołmakow      | Kazachstan        | 25,30 | 11,0   | 4,75   | 6,07   | 21,82   | QF2   |
| 12.     | 32 | Per Spett            | Szwecja           | 25,17 | 10,9   | 4,78   | 6,13   | 21,81   | QF2   |
| 13.     | 28 | Brodie Summers       | Australia         | 25,73 | 11,4   | 4,51   | 5,87   | 21,78   |       |
| 14.     | 16 | Nobuyuki Nishi       | Japonia           | 24,73 | 11,4   | 3,99   | 6,34   | 21,73   |       |
| 15.     | 4  | Shō Endō             | Japonia           | 25,53 | 10,6   | 5,17   | 5,96   | 21,73   |       |
| 16.     | 38 | Aleksiej Pawlenko    | Rosja             | 24,90 | 10,8   | 4,60   | 6,26   | 21,66   |       |
| 17.     | 26 | Siergiej Wołkow      | Rosja             | 26,17 | 11,4   | 4,58   | 5,66   | 21,64   |       |
| 18.     | 27 | Jimi Salonen         | Finlandia         | 24,77 | 9,5    | 4,93   | 6,32   | 20,75   |       |
| 19.     | 34 | Ludvig Fjallström    | Szwecja           | 25,30 | 9,5    | 4,26   | 6,07   | 19,83   |       |
| 20.     | 6  | Bradley Wilson       | Stany Zjednoczone | 24,83 | 1,5    | 2,11   | 6,29   | 9,90    |       |

#### Finał 2
| Miejsce | Nr | Zawodnik             | Reprezentacja     | Czas  | Punkty | Punkty | Punkty | Łącznie | Uwagi |
| Miejsce | Nr | Zawodnik             | Reprezentacja     | Czas  | Skręty | Skoki  | Czas   | Łącznie | Uwagi |
| ------- | -- | -------------------- | ----------------- | ----- | ------ | ------ | ------ | ------- | ----- |
| 1.      | 2  | Mikaël Kingsbury     | Kanada            | 26,37 | 12,5   | 6,47   | 5,57   | 24,54   | QF3   |
| 2.      | 7  | Marc-Antoine Gagnon  | Kanada            | 25,61 | 12,2   | 6,04   | 5,92   | 24,16   | QF3   |
| 3.      | 1  | Alexandre Bilodeau   | Kanada            | 25,91 | 12,2   | 5,91   | 5,78   | 23,89   | QF3   |
| 4.      | 5  | Aleksandr Smyszlajew | Rosja             | 25,22 | 12,6   | 5,14   | 6,11   | 23,85   | QF3   |
| 5.      | 6  | Dmitrij Rejcherd     | Kazachstan        | 24,71 | 12,2   | 4,93   | 6,35   | 23,48   | QF3   |
| 6.      | 3  | Patrick Deneen       | Stany Zjednoczone | 24,00 | 11,7   | 4,94   | 6,68   | 23,32   | QF3   |
| 7.      | 10 | Matt Graham          | Australia         | 25,08 | 12,1   | 5,04   | 6,17   | 23,31   |       |
| 8.      | 33 | Benjamin Cavet       | Francja           | 26,31 | 11,0   | 5,87   | 5,59   | 22,46   |       |
| 9.      | 12 | Philippe Marquis     | Kanada            | 24,07 | 10,1   | 5,50   | 6,65   | 22,25   |       |
| 10.     | 30 | Pawieł Kołmakow      | Kazachstan        | 25,73 | 10,7   | 3,46   | 5,87   | 20,03   |       |
| 11.     | 32 | Per Spett            | Szwecja           | 27,39 | 3,5    | 4,88   | 5,09   | 13,48   |       |
| 12.     | 25 | Choi Jae-woo         | Korea Południowa  | DNF   | DNF    | DNF    | DNF    | DNF     | DNF   |

#### Finał 3
| Miejsce | Nr | Zawodnik             | Reprezentacja     | Czas  | Punkty | Punkty | Punkty | Łącznie |
| Miejsce | Nr | Zawodnik             | Reprezentacja     | Czas  | Skręty | Skoki  | Czas   | Łącznie |
| ------- | -- | -------------------- | ----------------- | ----- | ------ | ------ | ------ | ------- |
| złoto   | 1  | Alexandre Bilodeau   | Kanada            | 24,81 | 13,1   | 6,91   | 6,30   | 26,31   |
| srebro  | 2  | Mikaël Kingsbury     | Kanada            | 25,25 | 12,0   | 6,62   | 6,09   | 24,71   |
| brąz    | 5  | Aleksandr Smyszlajew | Rosja             | 24,94 | 12,4   | 5,70   | 6,24   | 24,34   |
| 4.      | 7  | Marc-Antoine Gagnon  | Kanada            | 25,56 | 11,5   | 5,90   | 5,95   | 23,35   |
| 5.      | 6  | Dmitrij Rejcherd     | Kazachstan        | 24,21 | 11,4   | 4,82   | 6,58   | 22,80   |
| 6.      | 3  | Patrick Deneen       | Stany Zjednoczone | 23,83 | 11,0   | 4,40   | 6,76   | 22,16   |